# Třída Marine Protector
Třída Marine Protector jsou pobřežní hlídkové čluny (kutry) Pobřežní stráže Spojených států amerických. Třída konstrukčně vychází z hlídkových lodí rodiny Damen Stan Patrol 2600 nizozemské loděnice Damen Group. Mezi její hlavní úkoly patří potírání pašeráctví a ilegální migrace, prosazování práva, kontrola rybolovu a mise SAR. Mohou také vléct plavidla o výtlaku až 200 tun. Celkem bylo pro americkou pobřežní stráž postaveno 73 jednotek této třídy, které ve službě nahradily kutry třídy Point. V rámci amerického programu na podporu spojeneckých zemí Foreign Military Sales byly postaveny další dva páry člunů pro Maltu a Jemen.

## Pozadí vzniku

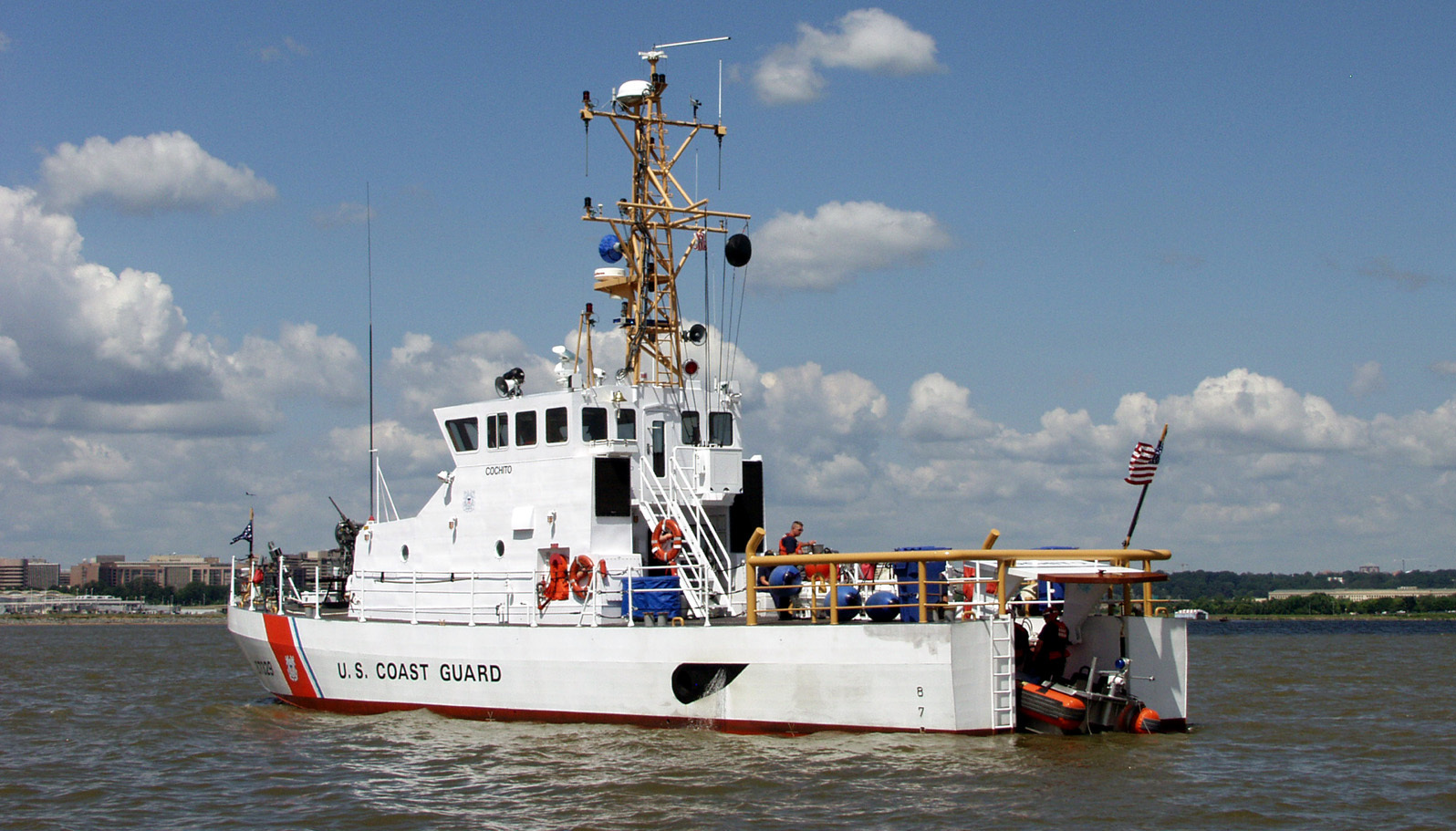
USCGC Cochito (WPB-87329)

Program náhrady zastaralých pobřežních hlídkových člunů třídy Point byl zahájen roku 1993. Pobřežní stráž zvolila obdobnou strategii jako v případě třídy Island, tedy využití osvědčené existující platformy, která byla loděnicí Bollinger Shipyards v Lockportu ve státě Louisiana upravena dle amerických specifických požadavků. Loděnice Bollinger získala roku 1996 kontrakt na stavbu prototypu s opcí na 30–50 sériových plavidel. Základem nové třídy se staly hlídkové čluny typu Damen Stan Patrol 2600, původně vyvinuté pro hongkongskou policii. Patrně největší změnou oproti policejním člunům je instalace záďové rampy umožňující operace rychlého člunu RHIB během plavby a dokonce i za rozbouřeného moře. Loděnice Bollinger pro americkou pobřežní stráž postavila celkem 73 kutrů této třídy.

## Konstrukce

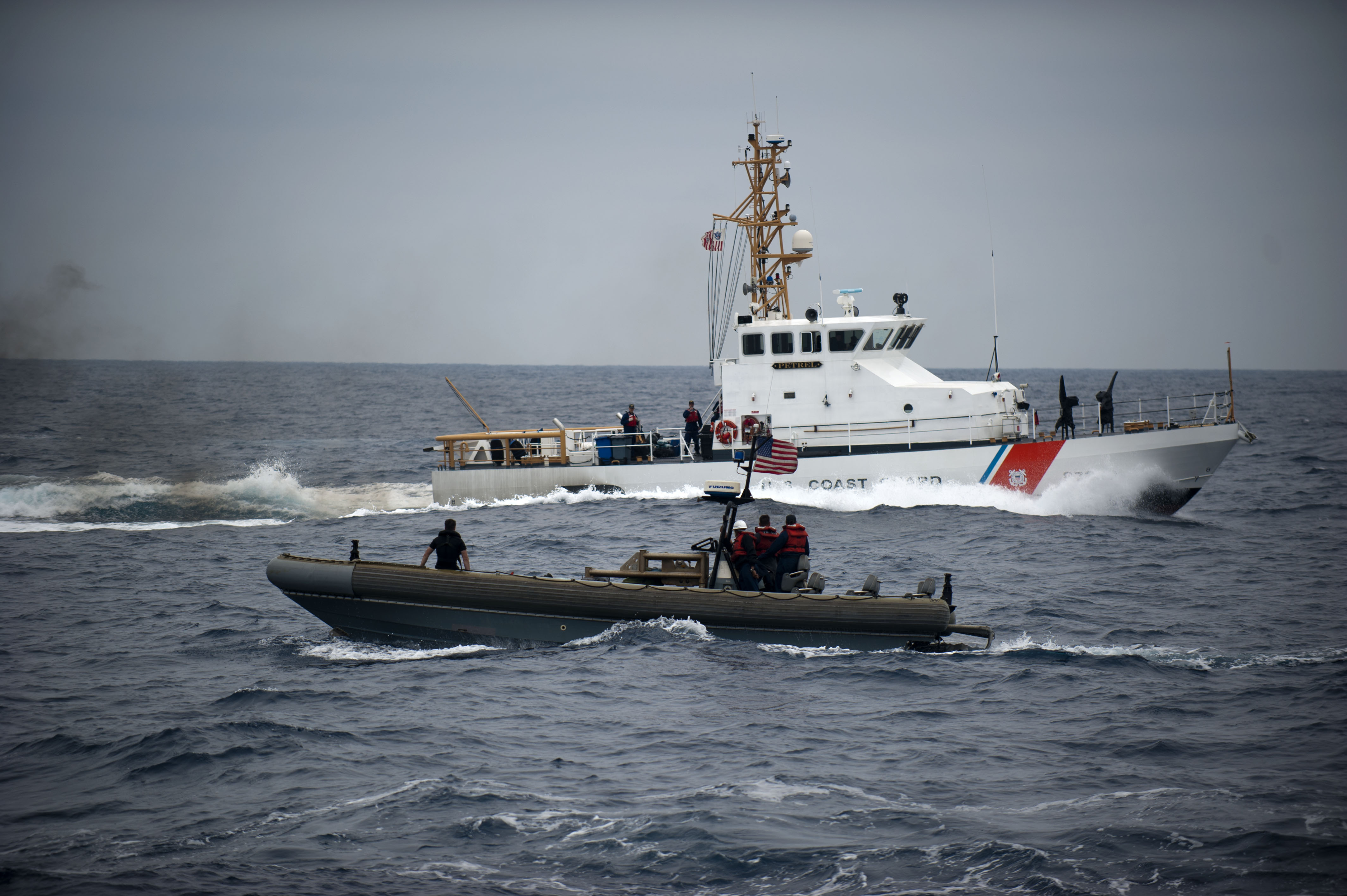
USCGC Cochito (WPB-87329)

Posádku člunů tvoří 10 osob. Na palubě jsou kajuty až pro 12 osob, přičemž posádky mohou být genderově smíšené. Plavidla jsou vyzbrojena dvěma 12,7mm kulomety M2 umístěnými na přídi a ruční zbraně posádky. Jsou vybaveny 5,5m rychlým inspekčním člunem typu RHIB, spouštěným rampou v záďovém zrcadle. Pohonný systém tvoří dva diesely MTU 8V 396 TE94, pohánějící přes převodovky ZF BW 255 dva pětilisté lodní šrouby. Elektřinu dodávají dva generátory MAN DO 824 LF01. Nejvyšší rychlost dosahuje 25 uzlů. Cestovní rychlost je 10 uzlů. Autonomie je 5 dnů. Dosah je 900 námořních mil.

## Zahraniční uživatelé
Ghana

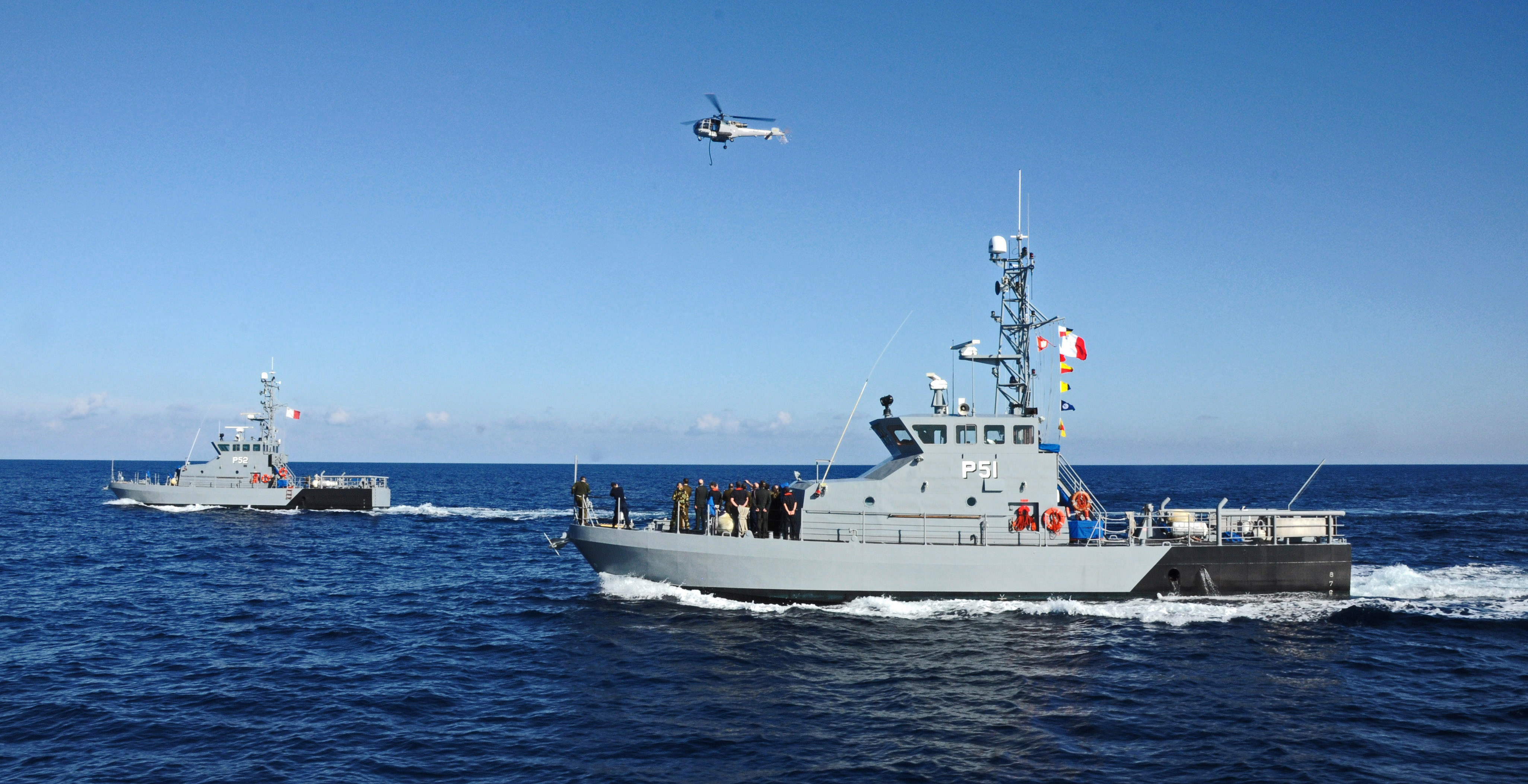
Maltské hlídkové čluny P51 a P52

- Ghanské námořnictvo – Dne 17. června 2023 byly ghanskému námořnictvu předány dva vyřazené kutry získané darem od USA v rámci programu Excess Defense Articles (EDA)[6] a do služby byly zařazeny jako Half Assini  (P44) a Aflao (P45) dne 9. září téhož roku.

 Jemen
- Jemenská pobřežní stráž – země získala dvě nová plavidla, pojmenovaná Sana'a (2601) a Aden (2602). Jejich stavba byla objednána roku 2009. Plavidla měla být dodána roku 2011.[7]

 Malta
- Ozbrojené síly Malty – z USA byla darem získána dvě nová plavidla, P51 do služby vstoupil 18. listopadu 2002 a P52 dne 7. července 2004.[8][9]

 Uruguay
- Uruguayské námořnictvo – Dne 1. září 2022 námořnictvo přijalo do služby tři vyřazené kutry Rio Arapey (ROU 14, ex Albacore, WPB-87309), Rio de la Plata (ROU 15, ex Cochito, WPD-87329) a Rio Yaguaron (ROU 16, ex Gannet, WPB-87334).[10] Přijeli plavidla do Uruguaye dne 13. listopadu 2022.